# Кам'янська сільська рада (Олевський район)
Кам'янська сільська рада — колишня адміністративно-територіальна одиниця та орган місцевого самоврядування у Олевському районі Коростенської і Волинської округ, Київської й Житомирської областей Української РСР та України з адміністративним центром у с. Кам'янка.

## Населені пункти
Сільській раді були підпорядковані населені пункти:
- с. Кам'янка
- с. Лісове

## Населення
Кількість населення ради, станом на 1923 рік, становила 1 631 особу, кількість дворів — 327.
Кількість населення сільської ради, станом на 1924 рік, становила 2 137 осіб.
Відповідно до результатів перепису населення СРСР, кількість населення ради, станом на 12 січня 1989 року, становила 1 668 особи.
Станом на 5 грудня 2001 року, відповідно до перепису населення України, кількість мешканців сільської ради становила 1 547 осіб.

### Мова
Розподіл населення за рідною мовою за даними перепису 2001 року:
| Мова       | Відсоток |
| ---------- | -------- |
| українська | 98,90 %  |
| російська  | 0,97 %   |
| білоруська | 0,06 %   |

## Склад ради
Рада складалась з 16 депутатів та голови.

## Керівний склад сільської ради
| ПІБ                      | Основні відомості                                                                      | Дата обрання | Дата звільнення |
| ------------------------ | -------------------------------------------------------------------------------------- | ------------ | --------------- |
| Марчук Ольга Адамівна    | Сільський голова, 1966 року народження, освіта, член Української Народної Партії       | 26.03.2006   | 31.10.2010      |
| Осипчук Яків Миколайович | Сільський голова, 1976 року народження, освіта вища, член Народно-демократичної партії | 31.10.2010   |                 |

Примітка: таблиця складена за даними джерела

## Історія
Створена 1923 року в складі сіл Довгосілля та Кам'янка Олевської волості Коростенського повіту Волинської губернії. 7 березня 1923 року включена до складу новоствореного Олевського району Коростенської округи. Станом на 17 грудня 1926 року на обліку в раді числяться хутори Бірковичі, Боровська, Великий Ліс, Вовчий Лісок, Груд, Гряда, Дворище, Довга, Довга Нивка, Жуковщина, Заводня, Замошшя, Кишинець, Корощин, Крутодуб, Круторічка, Крушинка, Кузінки, Кульпачиха, Ладижино, Лиса Гора, Лозовато, Мичка, Озерці, Осов, Острів, Пасіки, Подбела, Подгальська, Подковальова, Полошська, Поплави, Поросля, Порубаниця, Семинь, Спиці, Степка, Яшне, на 1 вересня 1946 року — х. Каминець. Станом на 1 жовтня 1941 року с. Довгосілля та хутори Бірковичі, Боровська, Вовчий Лісок, Груд, Гряда, Дворище, Довга, Довга Нивка, Жуковщина, Заводня, Замошшя, Кишинець, Крутодуб, Круторічка, Крушинка, Кузінки, Кульпачиха, Ладижино, Лиса Гора, Лозовато, Мичка, Озерці, Осов, Остров, Пасіки, Подбела, Подгальська, Подковальова, Полошська, Поплави, Поросля, Порубаниця, Семинь, Спиці, Степка не перебувають на обліку населених пунктів.
Станом на 1 вересня 1946 року сільська рада входила до складу Олевського району Житомирської області, на обліку в раді перебували села Кам'янка та Корощине. Х. Каминець не перебуває на обліку населених пунктів, х. Великий Ліс (згодом — с. Лісове) у довіднику пропущено.
2 вересня 1954 року, відповідно до рішення Житомирського облвиконкому № 1087 «Про перечислення населених пунктів в межах районів Житомирської області», с. Корощине передане до складу Варварівської сільської ради Олевського району.
На 1 січня 1972 року сільська рада входила до складу Олевського району Житомирської області, на обліку в раді перебували села Кам'янка та Лісове.
Ліквідована 17 січня 2017 року через об'єднання до складу новоствореної Олевської міської територіальної громади Олевського району Житомирської області.